# Paradelphomyia (Oxyrhiza) indulcata
Paradelphomyia (Oxyrhiza) indulcata is een tweevleugelige uit de familie steltmuggen (Limoniidae). De soort komt voor in het Oriëntaals gebied.